# Vitomir Marof
Vitomir Marof (Zagreb, 26. kolovoza 1950.) je hrvatski operni pjevač.

## Životopis
Iako je rođen u Zagreb, Vitomir Marof je osnovnu školu i opću gimnazju završio u Osijeku te se 1970. godine vraća u Zagreb gdje završava Glazbenu školu Vatroslava Lisinskog. Najprije diplomira na Farmaceutsko-biokemijskom fakultetu u Zagrebu 1976. godine, a Muzičku akademiju završava 1988. godine. Već godinu prije postaje član Slovenskoga narodnog gledališča u Mariboru gdje debitira u opereti Šišmiš Johanna Straussa mlađeg u ulozi tenora, ubrzo zatim dobiva angažman u kazalištu u Ljubljani, a 1991. godine postaje član Hrvatskog narodnog kazališta u Zagrebu te je stalni suradnik i u Kazalištu Komedija. Prvu baritonsku ulogu dobiva 1995. godine kao Seliki Dagonov svećenik u operi Samson i Dalila Camillea Saint-Saënsa, a 2007. imenovan je nacionalnim prvakog Opere zagrebačkog HNK.

## Nagrade i priznanja
- 2000. - Nagrada Milka Trnina
- 2007. - Nagrada Tito Strozzi
- 2012/2013. - Nagrada hrvatskog glumišta za najbolje umjetničko ostvarenje u operi – muška uloga
- 2017. - Red Danice hrvatske s likom Marka Marulića[2]